# ФК Кишварда
ФК Кишварда (мађ. Kisvárda Futball Club), је мађарски фудбалски клуб из Кишварде, Мађарска. Клуб је основан 1911. године а боје клуба су 
црвена и црна. Током година клуб је играо под различитим именима као што су Кишфарда мастер гуд (Kisvárda Master Good). Када је 1911. године основан почео је под именом Спортско друштво Кишварда (Kisvárdai Sport Egyesület), после тога као Кишварда Вашаш (Kisvárda Vasas), Кишварда СЕ (Kisvárda SE), ОСЕ− Варда (OSE-Várda) и Варда СЕ (Várda SE).

## Успеси
- Прва лига Мађарске у фудбалу
  - девето место (1): 2018/19.
  - осмо место (1): 2019/20.
  - пето место (1): 2020/21.
- Друга лига Мађарске у фудбалу
  - друго место (1): 2017/18.
- Трећа лига Мађарске у фудбалу
  - шампион (1): 2014/15.